# 宋屺
宋屺（1600年—？），字胎簪，河南歸德府永城縣人，明朝政治人物。

## 生平
崇禎三年（1630年）庚午科河南鄉試第二十七名舉人，七年（1634年）中式甲戌科會試第二百六十九名，三甲第一百二十三名進士。工部觀政，授咸寧縣知縣，十三年（1640年）革職。

## 家族
曾祖宋魁，鄉耆；祖父宋天民，壽官；父宋紹殷，廩生。